# بلانكنتشه
بَلانكنتشه (بالإنجليزية: Balankanche)‏ هو موقع كهف قديم يعود لحضارة المايا يقع على مقربة من مدينة مايا تولتيك الأثرية في تشيتشن إيتزا، في ولاية يوكاتان. كان الكهف، لأكثر من ألفي عام، مركزًا للطقوس المخصصة لإله المطر في المايا، تشاك، وفي فترة ما بعد الكلاسيكية، خصصت هذه الطقوس أيضًا لنظيره من ثقافة تولتك الإله تلالوك. تمت زيارة موقع الكهف من قبل إدوارد طومسون وألفريد توزر في عام 1905، ومنذ عام 1932 صار مركز استكشاف ودراسة من قبل العديد من العلماء المكسيكيين والأمريكيين. في الداخل، تم اكتشاف دروج وحوائط ومذابح ومنصات طقسية من السيراميك (خاصة المباخر) وأدوات حجرية صغيرة. فيما بعد جُعِلَ الموقع مكانًا سياحيًا.

خريطة كهوف بلانكنتشه.